# Heinäsaari (ö i Kymmenedalen, Kouvola, lat 61,13, long 26,35)
Heinäsaari är en ö i Finland. Den ligger i sjön Rautjärvi och i kommunen Kouvola i den ekonomiska regionen  Kouvola ekonomiska region  och landskapet Kymmenedalen, i den södra delen av landet, 130 km nordost om huvudstaden Helsingfors. Öns area är 1,3 hektar och dess största längd är 270 meter i nord-sydlig riktning.